# Павел Мамон
Павел Мамон (ср.-греч. Παύλος Μαμωνάς) — византийский государственный деятель, великий дука, архонт Монемвасии, политический противник морейского деспота Феодора I Палеолога, в течение десяти лет (1384—1394) оказывавший ему сопротивление.

## Биография
Павел Мамон родился в XIV веке. Он был сыном архонта Монемвасии (из рода Мамонов), управлявшего этим городом-портом в течение многих лет. В дальнейшем, по решению византийского императора, Павел также получил титул архонта и великого дуки и стал правителем Монемвасии. После того как Феодор I Палеолог в 1383 году занял должность морейского деспота, многие местные греческие архонты воспротивились этому и, сплотившись вокруг Димитрия I Кантакузина (сына предыдущего деспота Матфея Кантакузина), выступили против новоприбывшего Феодора. Мятеж бушевал в течение года. Весной 1384 года Феодор, отчаявшись подавить восстание, решил продать Монемвасию венецианцам, что шокировало многих греков, в том числе и семью самого деспота . Предложение было одобрено сенатом Венеции, и управление городом должно было перейти к кастеляну Корона Пьетру Гримани. Договор между Феодором и Венецией был подписан 29 марта 1384 года, но венецианцы так и не успели вступить во владение городом: предводитель мятежа архонтов Димитрий I Кантакузин умер, и бунт в отсутствие лидера утих. Сделка между венецианцами и Морейским деспотатом была отменена, а Павел Мамон хотя и был вынужден подчиниться Феодору I, не оставлял надежд на избавление от его власти.
Зимой 1393/1394 года Мамон снова появился на политической арене и предложил передать османскому султану Баязиду I Молниеносному Монемвасию, результатом чего стал вызов Феодора I в ставку османского султана в Серрах. На этой встрече султан потребовал от морейского деспота восстановления в правах Мамона. Феодор отказался и самовольно бежал из ставки султана (впрочем, советский исследователь Морейского деспотата И. П. Медведев утверждает, что Феодор сам передал Монемвасию султану, однако впоследствии этот город оказался вновь в руках морейского деспота).
Дальнейшая судьба Мамона неизвестна.

## Семья
Про семью Мамона известно мало, однако, по всей видимости, она была многочисленной. Известно имя одного родственника Павла Мамона (хотя его принадлежность к роду Мамонов и ставится под сомнение) — Димитрия Мамона Григору, которому в 1444 году деспот Мореи Константин Палеолог даровал земельные угодья.